# Manila Nomads SC
El Manila Nomads Sports Club és un club de futbol filipí de la ciutat de Parañaque.

## Història
El club va ser fundat el 1914 per membres del Manila Club, format per britànics residents a l'illa. Aquest mateix any fou campió filipí de futbol. Fou membre fundador de la United Football League.
A més del futbol ha estat un club destacat en rugbi a 15 i criquet.

## Palmarès
- Campionat de les Filipines de futbol:

1914
- UFL Division 2

2011